# Guillermo Córdova
Pour les articles homonymes, voir Córdova.
Guillermo Córdova, né à Chañarcillo en 1869 et mort à Santiago le 15 janvier 1936, est un sculpteur et illustrateur chilien.

## Biographie
Guillermo Córdova arrivé à Santiago en 1886 pour entrer à l'École des Beaux-Arts de l'Université du Chili. Il a comme maîtres et professeurs Nicanor Plaza à la sculpture et Cosme San Martín à la peinture,.
En 1892, il réussit à réunir suffisamment d'argent pour voyager en Europe, où il étudie avec Jean-Antoine Injalbert à Paris. Il revient au Chili où il termine les Beaux-Arts vers 1894. Durant ces années d'étude, il remporte 15 prix. Il commence à travailler comme professeur de dessin à l'Institut National. Parallèlement, il enseigne à l'École de Dessin Ornemental de la Sociedad de Fomento Fabril (es) — établissement d'enseignement dans lequel les ouvriers perfectionnent leurs connaissances en dessin qu'ils appliquent dans leur travail —, établissement dont il devient directeur.
Córdova se rend en Europe en 1906, envoyé par le gouvernement du Chili pour se spécialiser dans les arts applicables à l'industrie. 

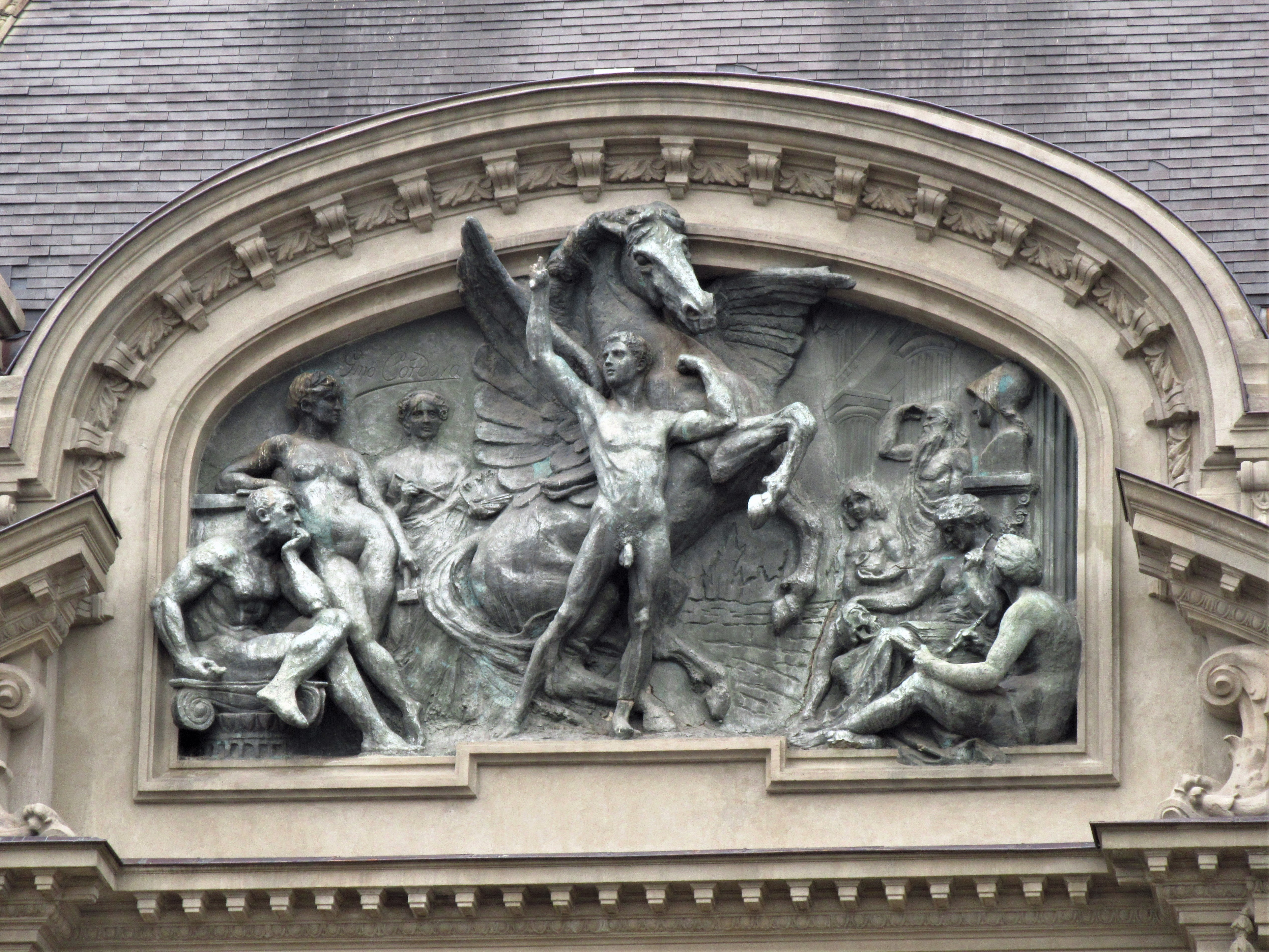
Relief du fronton du Palais des Beaux-Arts (Santiago).

Bien qu'il soit déjà un artiste primé, c'est en 1910 qu'il remporte ses premiers grands triomphes, en gagnant la première médaille au Salon international de Santiago et les concours pour sculpter un relief sur le fronton du Palais des Beaux-Arts — inauguré cette année-là pour marquer le centenaire de la Déclaration d'indépendance du Chili (es) — et un monument que la colonie française a offert pour cet anniversaire.
Pour le relief, les candidats doivent suivre les indications de l'architecte Émile Jéquier, qui a conçu le design éclectique du musée, inspiré du Petit Palais à Paris. Comme opposant pour l'Allégorie des Beaux-Arts qu'ils devaient créer, Córdova fut face à Antonio Coll y Pi (es), sculpteur catalan établi au Chili. Des spécialistes affirment que c'est précisément avec cette œuvre que Córdova commence l'histoire du nu dans la sculpture urbaine à Santiago.

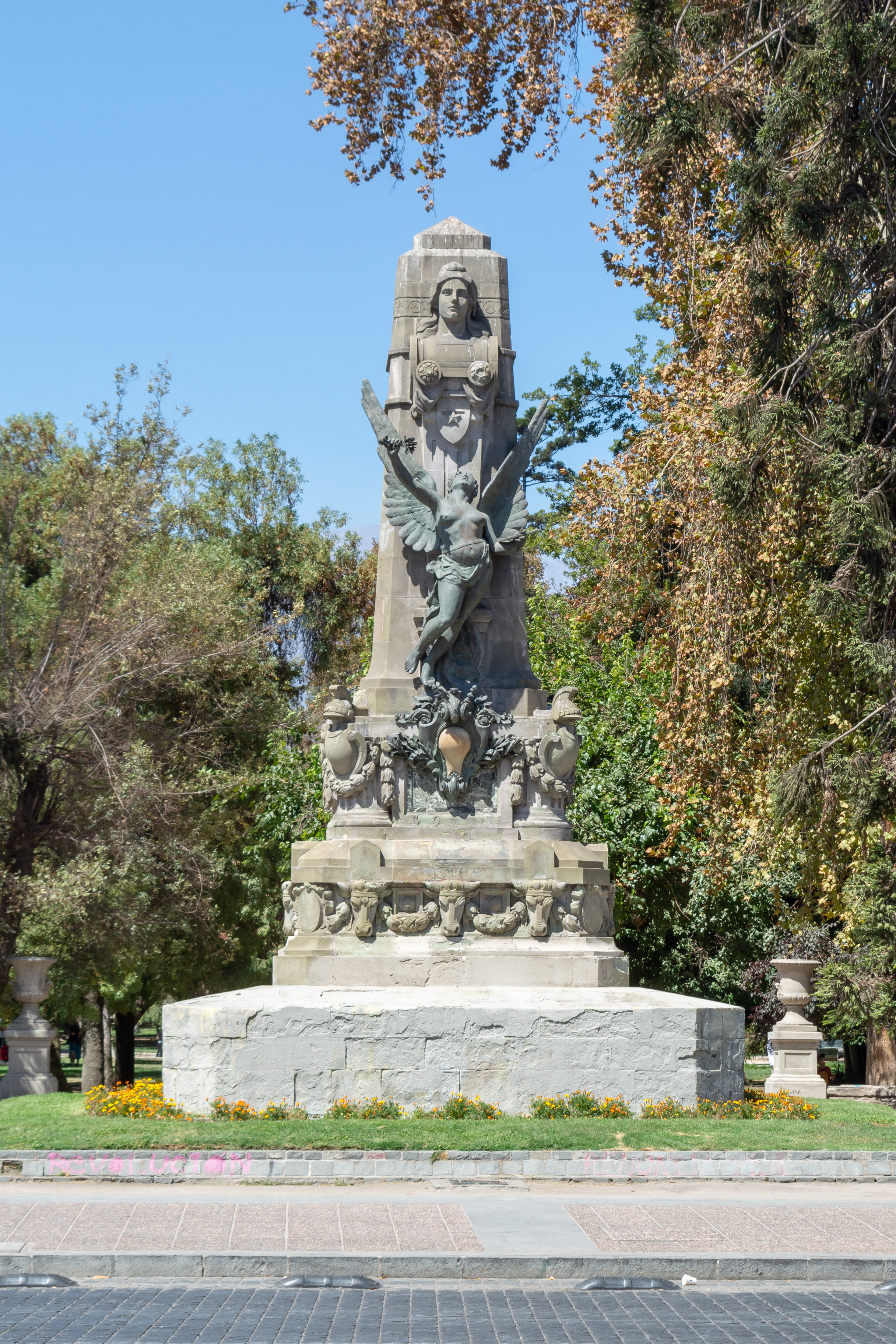
Monument à la Gloire (Santiago).

En ce qui concerne le Monument à la Gloire (es), commandé par la colonie française, il est situé dans le Parque Forestal (es) (Parc Forestier) juste devant la façade du musée, et a été réalisée en collaboration avec Henri Grossin, architecte français actif au Chili à cette époque. Córdova est également l'auteur de la conception et de la gravure des médailles de l'armée et de la marine qui ont été frappées pour célébrer le centenaire.
Deux ans plus tard, le 8 octobre 1912, est inauguré à Curicó la statue du lieutenant Luis Cruz Martínez (es), héros de la bataille de La Concepción (es). L'œuvre de Córdova, située sur l'avenue Manso de Velasco (communément appelée Alameda), est devenue l'une des sculptures les plus remarquables de la ville.

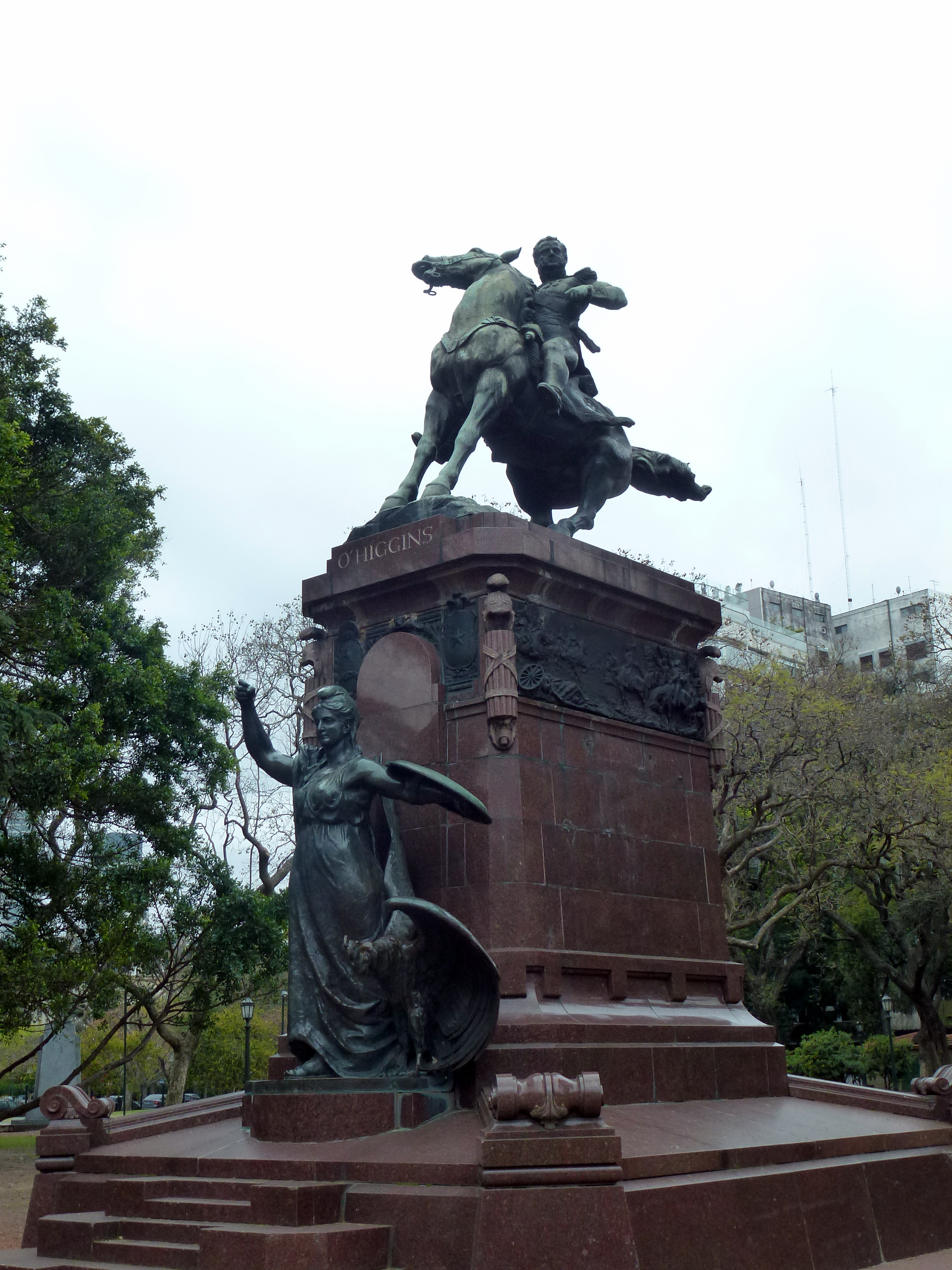
Monument à Bernardo O'Higgins.

Après avoir remporté le concours organisé par le gouvernement argentin en 1916 pour ériger une statue du héros chilien Bernardo O'Higgins sur une place de la capitale, Córdova installe un atelier à Buenos Aires. Curieusement, le sculpteur avait gagné les deux premiers prix, et c'est le projet qui a remporté la deuxième place qui a été réalisé parce qu'il était moins cher. Initialement, il était prévu que le monument soit placé sur la Plaza General San Martín, mais il fut finalement inauguré à Rodríguez Peña le 18 septembre 1918. En 1949, il est déplacé à son emplacement actuel, sur la Plaza República de Chile, où se situe l'ambassade chilienne.
C'est dans cet atelier argentin que Córdova créé son projet de monument à Fernand de Magellan, inauguré le 15 décembre 1920 sur la plaza Muñoz Gamero ou place d'armes de Punta Arenas.

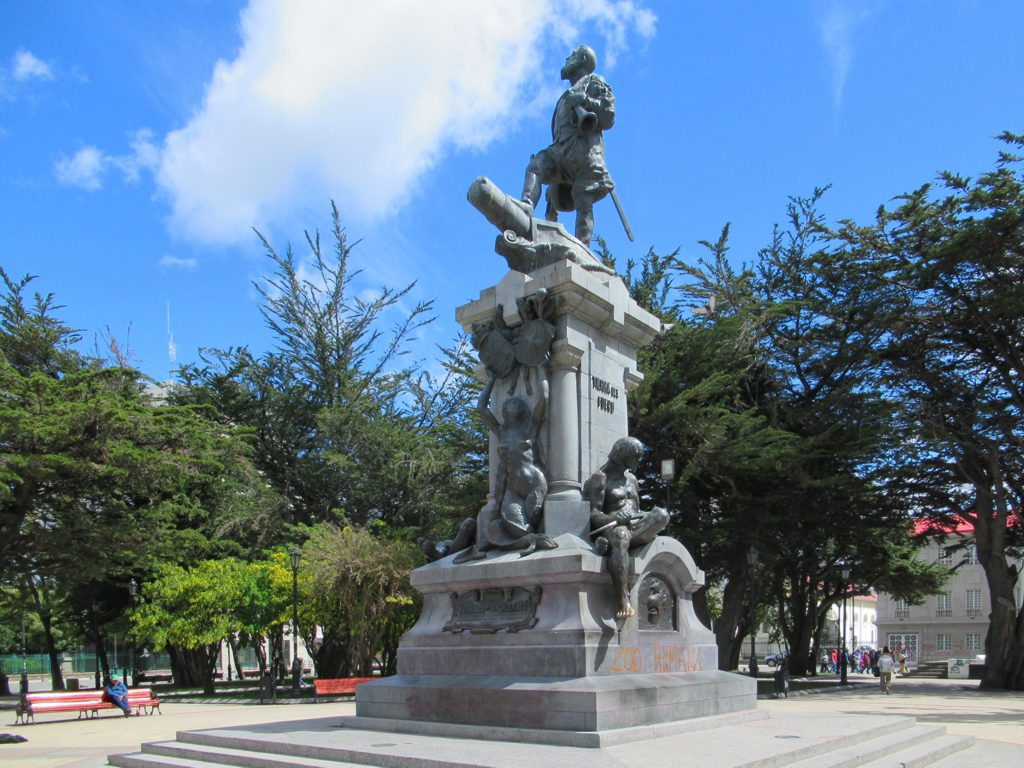
Monument à Magellan.

Lors du concours pour cette statue, il a de nouveau battu Coll y Pi et d'autres sculpteurs tels que Carlos Lagarrigue et Aliro Pereira. En effet, le jury a donné Córdova à égalité avec Lagarrigue, de sorte que José Menéndez, le fils de l'immigrant espagnol du même nom qui avait légué dans son testament la somme de 150 000 pesos de l'époque pour construire et ériger le monument à l'occasion du 400e anniversaire de la découverte du détroit de Magellan, a dû choisir. Le modèle en bronze de l'œuvre appartient au Museo Histórico Nacional (es) de Santiago et est exposé dans la salle « Descubrimiento y Conquista » (Découverte et Conquête).
Seul de sa génération à cultiver le genre animalier, Córdova illustre pour les enfants des textes éducatifs, dont une Historia de Chile (« Histoire du Chili ») et El lector americano (« Le Lecteur américain ») de José Abelardo Núñez (es), et ses dessins de personnages légendaires sont restés dans la mémoire de plusieurs générations d'écoliers,.
En 1925, il devient membre fondateur de la Société nationale des Beaux-Arts, créée à Santiago en septembre. L'année suivante, il remporte le premier prix du concours pour un monument à George Canning, ministre britannique des affaires étrangères et ami de l'indépendance des pays américains. La statue est installée des années plus tard dans l'allée centrale de la Alameda (à hauteur de la rue Vergara).
Son œuvre « était statuaire, monumentaliste. Son bon goût dans le traitement des formes humaines et des animaux tels que les chevaux, les chiens et les taureaux travaillés en métal ; bustes, hauts-reliefs, bas-reliefs, plaques, médailles, gravures et illustrations auxquels il a réussi à insuffler du caractère et du mouvement ».
Il participe à de nombreuses expositions collectives. Il avait pour projet de construire un monument dédié au Toqui Caupolicán (es) que les Mapuches avaient demandé en 1912, mais n'a pu le réaliser étant mort avant.

## Prix et distinctions
- 1910 : Première médaille au Salon International des Beaux-Arts, Santiago ;
- 1910 : Deuxième médaille à l'Exposition Industrielle, Santiago ;
- 1910 : Première prix du concours de la colonie française pour un monument au Centenaire de l'Indépendance, Santiago ;
- 1911 : Prix de Costumbres del Certamen Arturo M. Edwards, Santiago ;
- 1916 : Premier et second prix du concours Monument à O'Higgins ouvert par le gouvernement de l'Argentine pour ériger une statue au héros chilien ;
- 1920 : Premier prix au concours Monument à Magellan pour commémorer le 400e anniversaire de la découverte du détroit de Magellan ;
- 1926 : Premier prix du concours Monument à George Canning, Santiago.